# Përmet
Përmet (alb. Përmet, Përmeti) – miasto w Albanii, stolica okręgu Përmet w obwodzie Gjirokastra. Liczba mieszkańców wynosi około 10,7 tys. (2005).
W mieście rozwinął się przemysł lekki, spożywczy, drzewny oraz materiałów budowlanych.

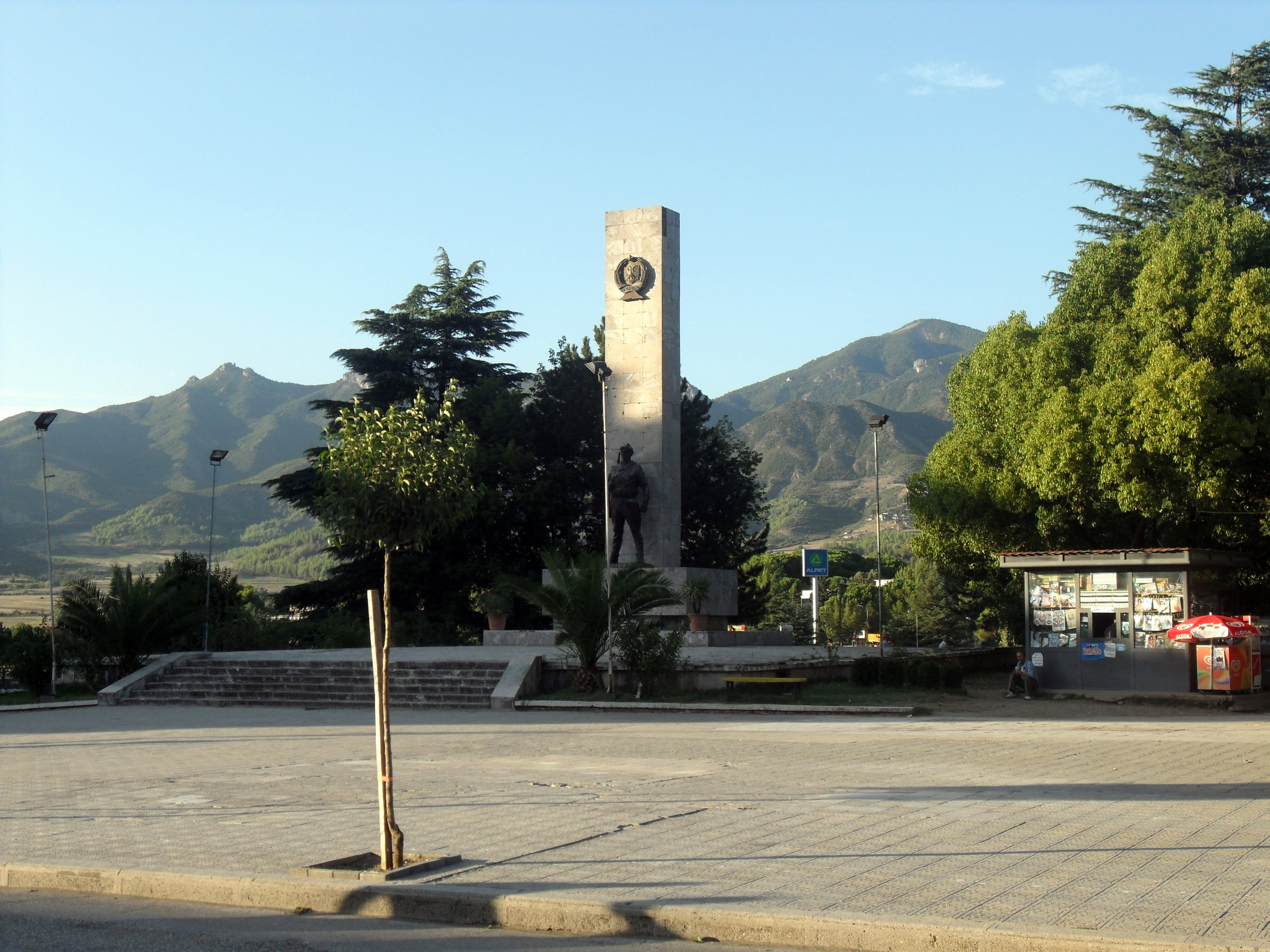
Pomnik w centrum miasta